# Birkirkara Football Club
Birkirkara Football Club é um clube de futebol da cidade de Birkirkara, em Malta.
Fundado em 1950, manda as partidas no Infetti Ground, com capacidade para 1500 torcedores. Em sua história, venceu o Campeonato Maltês por três oportunidades.

## Uniforme
- Uniforme titular: Camisa amarelo-escuro com detalhes vermelhos, calção amarelo-escuro e meias amarelas.
- Uniforme reserva: Camisa laranja com detalhes pretos, calção preto e meias pretas.